# Тухтамуродов, Хумоюн
Хумоюн Тухтамуродов Абдуллох угли (род. 01 января 1999г, Коканд, Узбекистан) - Узбекский боец смешанных боевых искусств выступающий в полулёгком весе. С детства занимался Боксом и рукопашным боем.
Многократный чемпион Узбекистана по Рукопашному бою (3) и призёр международных соревнований по рукопашному бою.

## Биография
Хумоюн Тухтамуродов родился 1 января 1999 года в Ферганской области в городе Коканд Республики Узбекистан ,
окончил школу номер 22 своем родном городе. На данный момент является студентом четвертого курса Кокандского
Педагогического Института. В 2015 году.

## Спортивная карьера
В 2015 году Хумоюн начинает заниматься Боксом и на пике популярности смешанных единоборств
начинает свой путь в ММА.
Кубок Узбекистана по Турону 1 место 2015 г
Узбекистан Чемпионат Грэплингу  2 место 2016 г  Коканд
Международный турнир Р-1 1 место 2015 г Ташкент
Узбекистан кубок губернатора Р-1 1 место 2017 г
Чемпионат Узбекистана по К1   1 место 2019 г Ташкент
Мастер Спорта по ММА
Мастер Спорта по Рукопашному бою

## Статистика в ММА
| Боев 10  | Побед7 | поражений 3 |
| -------- | ------ | ----------- |
| Нокаутом | 4      | 0           |
| сдачей   | 2      | 3           |
| решением | 1      | 0           |

| Результат | Рекорд | Соперник                | Способ               | Турнир                                  | Дата       | Раунд | Время |
| --------- | ------ | ----------------------- | -------------------- | --------------------------------------- | ---------- | ----- | ----- |
| Победа    | 7-3    | Саид Мехршад Истарабади | Сабмишеном           | Octagon 32: Mamojonov vs. Ruzbakiev     | 01.07.2022 | 2     | 2:24  |
| Победа    | 6-3    | Нургали Мамбеталиев     | Решением             | Muradov Professional League 2           | 05.12.2021 | 3     | 5     |
| Победа    | 5-3    | Иброхим Ташланов        | Техническим нокаутом | Kokand Mayor Cup                        | 08.04.2021 | 1     | 4:11  |
| Поражение | 4-3    | Авазбек Акелов          | Сабмишеном           | FFC: Selection 4                        | 24.10.2020 | 2     | 3:58  |
| Победа    | 4-2    | Махди Юсупов            | Сабмишеном           | FFC: Selection                          | 22.02.2020 | 1     | 1:30  |
| Поражение | 3-2    | Зелимхан Бетергараев    | Сабмишеном           | WEF ProfFight 30                        | 14.04.2019 | 1     | 0:36  |
| Победа    | 3-1    | Аббос Нурходжаев        | Техническим нокаутом | World Gold Gladiators - WGG Challenge 1 | 18.02.2018 | 1     | 2:45  |
| Победа    | 2-1    | Эрджигит Муратбек Уллу  | Техническим нокаутом | Kokand Mayor Cup                        | 12.12.2017 | 1     | 2:09  |
| Поражение | 1-1    | Данияр Жумабаев         | Техническим нокаутом | WEF ProfFight 16                        | 28.10.2017 | 1     | 4:02  |
| Победа    | 1-0    | Адлан Акаров            | Техническим нокаутом | Asian mma chempionship                  | 21.02.2016 | 2     | 1:16  |